# Aanplemping
Aanplemping is een vorm van landwinning door materiaal in oppervlaktewater te storten (te plempen). Een aanplemping is dan ook een stuk land dat met behulp van deze methode aan het bestaande land is toegevoegd. 
Aanplempingen worden vooral ingezet bij aan een rivier of meer gelegen stedelijke gebieden om de schaarse ruimte in de stad te vergroten of ruimte te bieden aan bijvoorbeeld havenactiviteiten. Het betrof hierbij vooral het ophogen van ondiepe buitendijkse gebieden als uiterwaarden of slib-/zandplaten.
Voor aanplempingen wordt voornamelijk zand of ander grondmateriaal gebruikt. Voorheen werd hiervoor ook vaak afval of puin gestort, wat in de huidige tijd met het oog op het milieuvervuiling minder wordt geaccepteerd. 
In Nederland is vooral in havengebieden als Rotterdam, Amsterdam en de Drechtsteden op grote schaal land aangeplempt ten behoeve van industriële uitbreiding. Zo zijn in Amsterdam voor de bouw van het Centraal Station drie eilanden in het IJ aangeplempt.
Een vergelijkbaar proces is demping, met het verschil dat het hier om binnenwater gaat dat in zijn geheel wordt volgestort en ingeruild voor land.